# HMS Sovereign of the Seas
Sovereign of the Seas (sv. Havens härskare) var en galeon i den engelska Kungliga flottan. Skeppet var sin tids största, tyngst beväpnade och rikast utsmyckade örlogsfartyg. I synnerhet den kraftiga förgyllningen på galjonen och akterspegeln ådrog sig uppmärksamhet, och gav henne öknamnet  "den gyllene djävulen". Sovereign of the Seas byggdes på örlogsvarvet i Woolwich under ledning av skeppsbyggmästare Peter Pett, och sjösattes den 13 oktober 1637. Skeppet förde en bestyckning av sammanlagt 102 bronskanoner av olika storlekar, varav huvuddelen stod uppställda på två batteridäck.
När den engelska monarkin avskaffades efter engelska inbördeskrigets slut 1651, döptes skeppet om till Sovereign (sv. härskare). Med detta namn deltog hon med framgång i samtliga av de tre krig som England utkämpade mot Nederländerna 1652–1674. År 1685 ändrades skeppets namn igen, denna gång till Royal Sovereign (sv. Kunglig härskare). Under sin långa karriär kom fartyget att byggas om flera gånger, och gjordes gradvis större. Samtidigt skar man av stabilitetsskäl ned stora delar av överbyggnaden och avlägsnade flera av skulpturerna. På 1690-talet var Royal Sovereign i mycket dåligt skick, och togs in till örlogshamnen i Chatam för reparationer. Den 27 januari 1696 drabbades skeppet av en eldsvåda och brann ned till vattenlinjen.

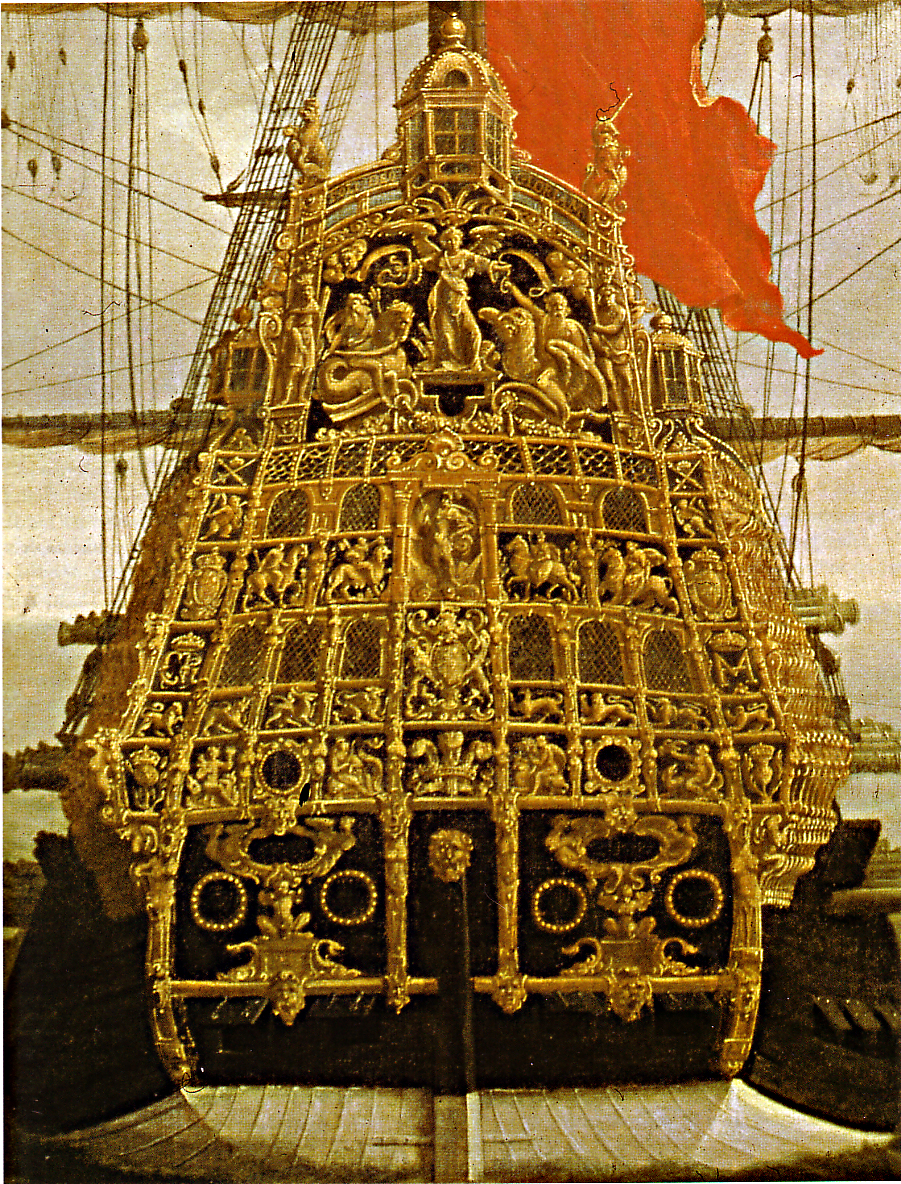
Sovereign of the Seas akterspegel. Observera den kraftiga förgyllningen. Utsnitt ur en målning av okänd konstnär.